# Cyrtoxipha gundlachi
Cyrtoxipha gundlachi är en insektsart som beskrevs av Henri Saussure 1874. Cyrtoxipha gundlachi ingår i släktet Cyrtoxipha och familjen syrsor. Inga underarter finns listade i Catalogue of Life.